# Iophon pommeraniae
Iophon pommeraniae är en svampdjursart som beskrevs av Thiele 1903. Iophon pommeraniae ingår i släktet Iophon och familjen Acarnidae. Inga underarter finns listade i Catalogue of Life.